# Буран
Бура́н (от тюрк. boran) — сильная общая метель в степной местности, например в Башкортостане, Оренбургской области, Казахстане, южных районах Украины, степной части Крыма и др.

## Казахстан
В Казахстане довольно чётко разделяют метель, со снегопадом и повышением температуры воздуха, обычно вызываемую циклонами и тёплыми фронтами, и буран, дующий при отсутствии осадков, при ясном небе, обычно при антициклоне, при температуре воздуха около −30 °C и ниже.
При буране почти всегда возникает позёмка, образующая снежные заносы, а на дорогах перемёты, состоящие из холодного уплотнённого снега. При буране длительностью несколько суток довольно часто парализуется движение на основных автомагистралях и ограничивается выезд автотранспорта за пределы населённых пунктов. Жертвами буранов ежегодно становятся десятки человек.
Скорость ветра в буран в Казахстане достигает 24—34 м/сек. В степной части Северного Казахстана к одному метру автодороги за зиму приносится 300—600 м3 снега, а на некоторых участках — даже 800—1500 м3. По объёму приносимого к автодорогам снега северная часть Казахстана находится на втором месте после Арктики. Огромные затруднения с пассажирскими и грузовыми автоперевозками в зимний период наносят большой ущерб экономике Казахстана.

## Южный Урал
Весенний буран в конце марта — середине апреля, разыгрывающийся после установившейся тёплой погоды, на Южном Урале и в Зауралье называется бишкунак. Это название свойственно районам Казахстана. В Башкортостане же явление мартовских буранов именуется Акман Токман. С этим названием связано множество легенд, среди которых как старинные истории, повествующие о предводителях борьбы с нашествием ордынцев братьях Акмане и Токмане, так и более поздние, переиначенные русскими жителями поселений при горных заводах. Во всех легендах герои, которых зовут Акман и Токман, попадают в мартовский буран и замерзают.